# 기스키선
기스키선(일본어: 木次線)은 일본 시마네현 마쓰에시의 신지역부터 히로시마현 쇼바라시의 빈고오치아이역에 이르는 서일본 여객철도의 철도 노선(지방 교통선)이다.

## 노선 정보
- 관할 (사업 종별) : 서일본 여객철도 (제 1 종 철도사업자)
- 노선 거리 (영업 거리) : 81.9km
- 궤간 : 1067mm
- 역 수 : 18역 (기종점역 포함)
  - 기스키 선을 소속으로 하는 역으로 한정된 경우, 산인 본선 소속의 신지 역과 게이비 선 소속의 빈고오치아이 역이 제외되어, 16역이 된다.
- 복선화 구간 : 없음 (전 구간 단선)
  - 교행 가능 역 : 5 (가모나카 역 · 기스키 역 · 이즈모미나리 역 · 이즈모요코타 역 · 이즈모사카네 역)
- 전철화 구간 : 없음 (전 구간 비전철화)
- 폐색 방식 : 특수 자동 폐색식(궤도 회로 검지식)
- 최고 속도 :
  - 신지 역 - 기스키 역 간 : 75km/h
  - 기스키 역 - 빈고오치아이 역 간 : 65km/h
- 운전 지령소 : 기스키 운전 지령소

## 역 목록
| 역명         | 일어 역명 | 역 애칭                                          | 역간 거리 | 영업 거리 | 접속 노선                 | 소재지     | 소재지   | 소재지       |
| ------------ | --------- | ------------------------------------------------ | --------- | --------- | ------------------------- | ---------- | -------- | ------------ |
| 신지         | 宍道      |                                                  | -         | 0.0       | 서일본 여객철도 산인 본선 | 시마네현   | 마쓰에시 | 마쓰에시     |
| 미나미신지   | 南宍道    |                                                  | 3.6       | 3.6       |                           | 시마네현   | 마쓰에시 | 마쓰에시     |
| 가모나카     | 加茂中    |                                                  | 5.1       | 8.7       |                           | 시마네현   | 운난시   | 운난시       |
| 하타야       | 幡屋      |                                                  | 3.1       | 11.8      |                           | 시마네현   | 운난시   | 운난시       |
| 이즈모다이토 | 出雲大東  |                                                  | 2.1       | 13.9      |                           | 시마네현   | 운난시   | 운난시       |
| 미나미다이토 | 南大東    |                                                  | 3.6       | 17.5      |                           | 시마네현   | 운난시   | 운난시       |
| 기스키       | 木次      | 야마타노오로치(일본어: ヤマタノオロチ)           | 3.6       | 21.1      |                           | 시마네현   | 운난시   | 운난시       |
| 히노보리     | 日登      | 스사노오노미코토(일본어: すさのおのみこと)       | 3.7       | 24.8      |                           | 시마네현   | 운난시   | 운난시       |
| 시모쿠노     | 下久野    | 아요아요(일본어: あよあよ)                       | 6.7       | 31.5      |                           | 시마네현   | 운난시   | 운난시       |
| 이즈모야시로 | 出雲八代  | 데나즈치(일본어: てなづち)                       | 5.9       | 37.4      |                           | 시마네현   | 니타군   | 오쿠이즈모정 |
| 이즈모미나리 | 出雲三成  | 오쿠니누시미노코토(일본어: おおくにぬしみのこと) | 4.1       | 41.5      |                           | 시마네현   | 니타군   | 오쿠이즈모정 |
| 가메다케     | 亀嵩      | 스쿠나히코나미노코토(일본어: すくなひこなみこと) | 4.4       | 45.9      |                           | 시마네현   | 니타군   | 오쿠이즈모정 |
| 이즈모요코타 | 出雲横田  | 구시나다히메(일본어: くしいなだひめ)             | 6.4       | 52.3      |                           | 시마네현   | 니타군   | 오쿠이즈모정 |
| 야카와       | 八川      | 아시나즈치(일본어: あしなづち)                   | 4.0       | 56.3      |                           | 시마네현   | 니타군   | 오쿠이즈모정 |
| 이즈모사카네 | 出雲坂根  | 아메노마나이(일본어: あめのまない)               | 7.0       | 63.3      |                           | 시마네현   | 니타군   | 오쿠이즈모정 |
| 미노하라     | 三井野原  | 다카마가하라(일본어: たかまがはら)               | 6.4       | 69.7      |                           | 시마네현   | 니타군   | 오쿠이즈모정 |
| 유키         | 油木      |                                                  | 5.6       | 75.3      |                           | 히로시마현 | 쇼바라시 | 쇼바라시     |
| 빈고오치아이 | 備後落合  |                                                  | 6.6       | 81.9      | 서일본 여객철도 게이비 선 | 히로시마현 | 쇼바라시 | 쇼바라시     |